# Dálnice 42 (Izrael)
Dálnice 42, přesněji spíš Silnice 42 (hebrejsky: 42 כביש, Kviš 42) je krátké silniční spojení jen částečně dálničního typu (jen v severní části vícečetné jízdní pruhy, ovšem většinou s úrovňovými křižovatkami) v jižní části centrálního Izraele.
Odbočuje z dálnice číslo 4 na východním okraji města Ašdod. Vede pak severoseverovýchodním směrem
hustě osídlenou a zemědělsky využívanou pobřežní nížinou. Prochází městem Javne a ze západu míjí město Rechovot. Končí na jižním okraji velkoměsta Rišon le-Cijon, kde opětovně ústí do dálnice číslo 4.